# Somewhere (chanson)
Pour les articles homonymes, voir Somewhere.
Somewhere est une chanson composée par Leonard Bernstein sur des paroles de Stephen Sondheim pour leur comédie musicale West Side Story, créée à Broadway en 1957.
Dans la comédie musicale, la chanson est chantée par une femme (soprano) en coulisses pendant une séquence de ballet et plus tard reprise par l'ensemble du casting. Dans la production originale de Broadway de 1957, elle fut chantée par Reri Grist, qui joua le rôle de Consuela. La chanson est aussi brièvement reprise par Maria à la fin.
Dans le film West Side Story sorti en 1961, la chanson est chantée par les principaux protagonistes, le couple d'amoureux Tony et Maria.

## Accolades
La chanson (dans la version du film West Side Story sorti en 1961) fut classée 20e dans la liste des « 100 plus grandes chansons du cinéma américain » selon l'American Film Institute (AFI).

## Reprises
La chanson a été reprise par de nombreux artistes, parmi lesquels Barbra Streisand, dont la version a atteint la 43ème place dans le Hot 100 du Billboard américain en 1985.